# Hospital infantil Shriners (Texas)
El Hospital infantil Shriners de Texas es un centro de enseñanza e investigación, y un hospital pediátrico de quemados sin ánimo de lucro, con 30 camas ubicado en el campus del Centro Médico de la Universidad de Texas, ubicado en Galveston, Texas, Estados Unidos. Forma parte de un sistema de 22 hospitales y es uno de los tres Hospitales infantiles Shriners especializados en el cuidado de quemados. Consta de una unidad de cuidados intensivos con una unidad de reconstrucción y cirugía plástica con 15 camas junto con tres quirófanos y camas para cuidados ortopédicos y de columna vertebral. El hospital ha sido homologado como un centro de quemados por la American Burn Association y está acreditado por la Comisión Conjunta de Acreditación de Organizaciones de Salud. En 2012, el hospital se unió al Centro Médico de Texas como su institución miembro número 50.

## Historia
En 1962, los Shriners de Norteamérica asignaron 10 millones de dólares para establecer tres hospitales que se especializaran en el tratamiento y la rehabilitación de niños quemados. Después de visitar 21 instituciones médicas universitarias, se decidió construir la primera unidad pediátrica de quemados en el campus del Centro Médico de la Universidad de Texas en Galveston (CMUTG). En 1963, el instituto Shriners para quemados comenzó a funcionar en una sala de siete camas en el Hospital John Sealy, el hospital universitario del CMUTG. Mientras tanto, se estaba construyendo un Hospital Shriner para quemados en un terreno adyacente a la universidad, que había sido donado por la Fundación Sealy & Smith. El trabajo en el hospital se completó en 1966 y el instituto se mudó poco después. A finales de la década de 1980, los Shriners comenzaron a estudiar la posibilidad de reemplazar el envejecido hospital de 1966. Dado que su hospital ortopédico infantil en las cercanías de Houston también estaba programado para ser reemplazado, la organización estudió combinar las dos instituciones y unirlas en el Centro Médico de Texas. Sin embargo, la Fundación Sealy & Smith y la Fundación Moody ofrecieron apoyo financiero y logístico sustancial a la organización si optaba por quedarse en Galveston. Con las fundaciones de Galveston dispuestas a cubrir gran parte del costo de un nuevo hospital, los Shriners acordaron permanecer en la ciudad isleña y renovaron su acuerdo con el CMUTG. En 1989 comenzó la construcción de un nuevo hospital de ocho plantas que estaría equipado con 30 camas, tres quirófanos, un auditorio de 163 asientos, instalaciones de investigación y rehabilitación, y una pasarela que conectaría directamente al hospital con los hospitales John Sealy y Children's del CMUTG. El nuevo hospital se completó y ocupó en 1992, seguido por la Fundación Sealy Smith que compró el hospital de 1966 y lo donó al CMUTG para su uso como instituto de investigación.

## Huracán Ike
En septiembre de 2008 el hospitalquedó afectado por el huracán Ike. A la luz del costo de las reparaciones y la recesión económica, la junta directiva nacional de los Hospitales Shriners planeó dejar en reserva las instalaciones después de la tormenta, sin embargo, la Convención Nacional de Shriners anuló la decisión y votó para reparar y reabrir las instalaciones de Galveston. Antes de la tormenta, el hospital atendía tanto a pacientes con quemaduras como a pacientes con trastornos de labio leporino y fisura palatina. Sin embargo, cuando el hospital de Galveston reabrió sus puertas en 2009, se tomó la decisión de trasladar el programa de labio leporino a la institución hermana del hospital, el Hospital ortopédico infantil Shriners ubicado en Houston.

## Fusión y Expansión
En enero de 2020 se anunció que el Hospital infantil Shriners de Houston cerraría sus instalaciones y transferiría el personal y los programas a su hospital hermano, el Hospital Shriners para niños quemados, en Galveston. Se esperaba que la fusión se completase para el cuarto trimestre de 2020 con el cierre del hospital de Houston a principios de 2021. Después de la fusión, el Hospital Shriners para niños quemados en Galveston pasaría a llamarse Hospital infantil Shriners-Texas, para reflejar los programas y servicios ampliados.